# 12172 Niekdekort
12172 Niekdekort (tên chỉ định: 2390 T-3) là một tiểu hành tinh vành đai chính. Nó được phát hiện bởi Cornelis Johannes van Houten, Ingrid van Houten-Groeneveld, và Tom Gehrels ở Đài thiên văn Palomar ở Quận San Diego, California, ngày 16 tháng 10 năm 1977. Nó được đặt theo tên Niek De Kort, an astronomy author và enthusiast.